# Russell Coutts
Russell Coutts (Wellington, 1º marzo 1962) è un velista neozelandese, considerato tra i più forti al mondo nella categoria Match Race. Nel corso della sua carriera ha vinto 5 America's Cup, 2 Louis Vuitton Cup e un oro olimpico nel Finn.

## Biografia
Vincitore della medaglia d'oro olimpica nella classe Finn nel 1984, e di diverse altre competizioni nautiche, deve la maggior parte della sua fama alle cinque conquiste dell'America's Cup, la più importante manifestazione velica al mondo, per due volte come skipper del Team New Zealand, come sfidante nel 1995, strappando la coppa dalle mani degli americani di Stars & Stripes (che usava la barca di Young America) e detentore nel 2000, battendo i challenger italiani di Luna Rossa, poi a bordo di Alinghi nel 2003, proprio contro il suo vecchio team neozelandese. Dopo una edizione passata a terra per dissidi con Ernesto Bertarelli è divenuto CEO di BMW Oracle e nel 2010 ha vinto ancora una volta battendo il suo team precedente, gli svizzeri di Alinghi.
Nel 2013 ottiene una nuova strepitosa vittoria con Oracle nelle acque di San Francisco, dove il suo team è riuscito a rimontare una situazione disperata passando da un punteggio di 1-8 a favore di Emirates Team New Zealand alla vittoria per 9-8. Il rapido cambiamento di velocità della barca americana ha insospettito gli osservatori, soprattutto per le voci secondo cui un particolare dispositivo di regolazione dell'assetto in volo utilizzato in origine sugli aerei sarebbe stato installato, modificando radicalmente la capacità di Oracle di navigare in "foiling", ovvero sostenuta come un aliscafo sulle derive.
Ha inventato la classe RC44, che doveva essere una classe di allenamento in vista della Coppa America, che consente regate sia in flotta che in match race. Dal 2019 è uno dei promotori del circuito di gara Sail GP.

## Palmarès
- 1984: oro nella classe Finn alle Olimpiadi di  Los Angeles
- 1995: Louis Vuitton Cup e America's Cup con Emirates Team New Zealand
- 2000: America's Cup con Emirates Team New Zealand
- 2003: Louis Vuitton Cup e America's Cup con Alinghi
- 2010: America's Cup con BMW Oracle Racing
- 2013: America's Cup con BMW Oracle Racing